# Marsdorf (Dresden)
Marsdorf ist ein Ortsteil von Dresden im äußersten Norden der Landeshauptstadt. Er gehört zur Ortschaft Weixdorf, die zugleich einen eigenen statistischen Stadtteil bildet.

## Geschichte

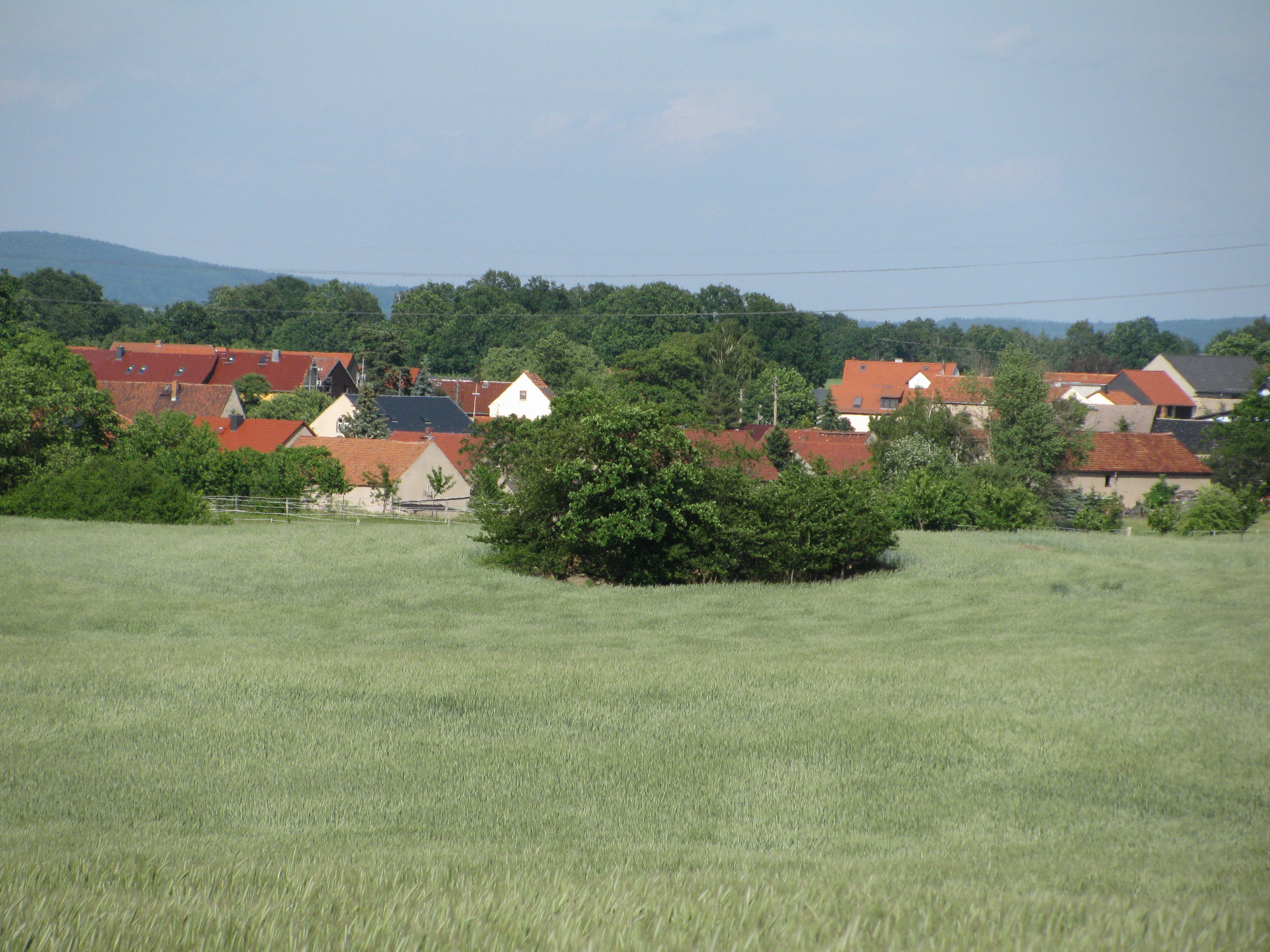
Blick von Südwesten auf Marsdorf

Erstmals wurde Marsdorf 1350 als Maroldisdorf im Lehnsbuch Friedrich des Strengen erwähnt. Der Name ist höchstwahrscheinlich vom Lokator des Straßenangerdorfes abgeleitet, einem „Marold“ oder „Marwald“. Der Ort war ursprünglich Lehen der Markgrafen von Meißen. 1357 kam der Ort aber zum Teil in den Besitz der Bürgermeister von Dresden und Pirna. Auch die Herren von Grünberg besaßen Rechte im Dorf. 1791 fiel der Ort an das Amt Dresden und gehörte seit dem 19. Jahrhundert zum Amt Moritzburg. Kirchlich gehörte Marsdorf zum Bärnsdorfer Kirchspiel. Der Hauptwirtschaftszweig im Dorf war die Landwirtschaft. Nach 1860 entstanden die ersten Handwerksbetriebe im Dorf. Von 1926 bis 1932 existierte am Ortsrand ein kleiner Granitsteinbruch, der Pflaster- und Bordsteine für das Umland herstellte.
Da sich das Land rund um den Ort schon mehrere Jahrhunderte im Besitz der Bauern befand, blieb die Bodenreform 1956 für den Ort bedeutungslos. 1956 gründete sich die erste LPG mit dem Namen „Voran“, kurze Zeit später die LPG „Bergblick“. Marsdorf war 1960 das erste vollgenossenschaftliche Dorf im Kreis Dresden-Land. 1967 schlossen sich die beiden Marsdorfer Genossenschaften und die LPG des Nachbarortes Medingen zu einem Betrieb zusammen. In den 1960er und 1970er Jahren entstanden daraufhin mehrere große Stall- und Mastanlagen. 1979 wurde eine Broilermastanlage gebaut. Marsdorf gehörte ab 1965 als Ortsteil zu Weixdorf und wurde mit diesem am 1. Januar 1999 nach Dresden eingemeindet.